# Metro 95.1
Metro 95.1 es una estación de radio argentina que transmite desde la Ciudad Autónoma de Buenos Aires.
Es considerada -junto a Rock & Pop, La 100, Aspen 102.3, Radio Uno, Nacional Folklórica, FM Milenium y Blue 100.7- una emisora clave en la historia de la radio argentina, dentro de las que aún permanecen vigentes.

## Historia
Comenzó a transmitir desde Honduras 5691, bajo la licencia que pertenecía a Estación 95 (antes Radio City, Frecuencia 95, FM Z95 y FM Del Plata), propiedad de Radiodifusora Del Plata S.A. (luego Radiodifusora Metro S.A.).
Posteriormente tuvo otras sedes (Avenida Centenario 456 en San Isidro y Conde 935). También entre 2004 y 2007 transmitió algunos de sus programas desde Radio Set, un local gastronómico en Puerto Madero, equipado con un estudio de radio y un escenario para shows musicales.
Ya en 2010 fue adquirida por Raúl Moneta. Y en 2014 se estableció en el edificio que hoy ocupa.
En sus micrófonos ha tenido a Fabián Carabajal, Carlos Clérici, Oscar Raúl Cardoso, Roberto Pettinato, Mario Mazzone, Adrián Flores, Ari Paluch, Carlos Ulanovsky, Gabriela Rádice, Fernando Peña, Luis Pesiney, BB Sanzo, Bárbara Straccali, Fabián Cerfoglio, Bahiano, Diego Korol, Marcelo Ayala, Sergio Lapegüe, Bobby Flores, Juan Castro, Ale Lacroix, Juan Pablo Varsky, Cabito, Federico Elli, Guillermo Gauna, Santiago Schefer, Fernando Thourte, Gonzalo Bonadeo, Diego Scott, Dalia Gutman, Ernestina Pais, Lucila Pesoa, Luciano Banchero, Fiorella Sargenti, Sebastián de Caro, Ignacio Sacchi, Nacho Otero, Julián Weich, Florencia Halfon Laksman, Diego Iglesias, María O'Donnell, Sebastián Wainraich, Matías Martin y Andy Kusnetzoff, entre otros.

## Programación
Su grilla se compone de magazines, programas periodísticos y programas musicales. También cuenta con segmentos de música programados, anunciados por locutores de turno.